# Bonūd
Bonūd (persiska: بنود, بَنُّد) är en ort i Iran.   Den ligger i provinsen Bushehr, i den södra delen av landet, 900 km söder om huvudstaden Teheran. Bonūd ligger 9 meter över havet och antalet invånare är 519.
Terrängen runt Bonūd är platt. Närmaste större samhälle är Besātīn, 7,7 km nordväst om Bonūd. 